# Розмова майстра Полікарпа зі Смертю

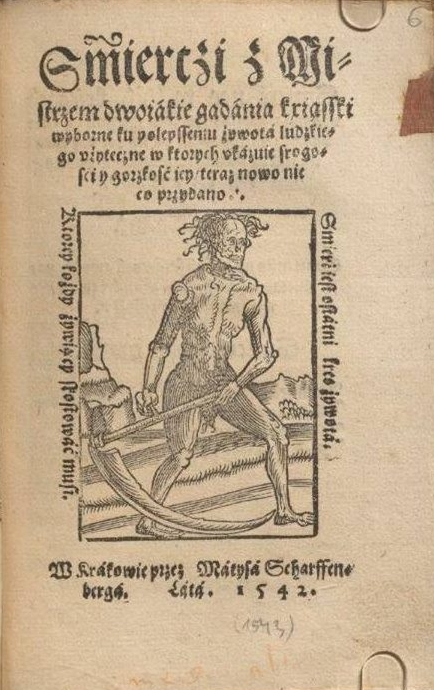
Титульна сторінка твору Śmierci z Mistrzem dwojakie gadania… (який містить Розмову майстра Полікарпа зі Смертю), який був виданий родиною друкарнею Мацея Шарфенберга

«Розмо́ва ма́йстра Поліка́рпа зі Сме́ртю» (пол. Rozmowa Mistrza Polikarpa ze Śmiercią, лат. De morte prologus, Dialogus inter Mortem et Magistrum Polikarpum) — середньовічний твір, написаний у формі моралістично-дидактичного діалогу. Найімовірнішою датою створення є початок XV століття. Перший рукописний твір, так званий плоцький переказ, відноситься до зібрання, що належало Миколі Міржинецькому, дата створення датується 1463—1465 роками. Сам рукопис був втрачений у ході другої світової війни. В плоцькому переказі містилася більша частина твору, проте в ньому не було закінчення. В 1925 році польський філолог Ян Лось реконструював повністю твір взявши за основу староруський переклад XVI століття. Друге видання твору збереглось у своїй повній версії та було видано Мацеєм Шарфенбергом у Кракові в 1542 році, віднайшов його польський професор Віслав Видра в університетській бібліотеці Ерлангена 2017 року. Цей діалог є найвідомішою польською середньовічною поемою

## Історія
Твір є відомим серед читачів, завдяки повністю написаній анонімним автором на латинських мові книзі Dialogus magistri Policarpi cum Morte, яка датується XIV століттям.
Неповний текст праці був відомий досить довго завдяки рукопису, який знаходився в архівах Семінарської бібліотеки в Плоцьку. Манускрипт цей створений був в 1463—1465 роках і належав він колись Миколаю з Міржинця, доктору канонічного права, а також плоцького каноніка, який помер в 1475 році. Найбільш імовірна версія, щодо її авторства є така, що його створив брат каноніка в 1463 році, якого звали Давід з Міржинеця. Рукописний твір став частиною кодексу, в якому знаходилися 463 карти різноманітних творів. Розмова Майстра Полікарпа із Смертю знаходилася на карті під номером 272. Проте манускрипту не пощастило зберегтися до сьогоднішнього часу, оскільки він був втрачений у часи II світової війни.
1 липня 2018 року Інститут польської філології Університету імені Адама Міцкевича у Познані поінформував громадськість, що професор Віслав Видра знайшов в Університетській Бібліотеці в Ерлангені невідоме до того друковане видання, датою створення якого вважається 1542 рік, яке на відміну від раніше відомої версії, зберіглося повністю. Повна версія твору містила в собі 916 віршів. Це є друкована версія під назвою Діалог Смерті із майстром двоякі розмови, чудові книги для поліпшення людського життя, в яких показується її жорстокість та гіркість. Зараз щось нове додано(пол.Rozmowa Śmierci z Mistrzem dwojakie gadania, książki wyborne ku polepszeniu żywota ludzkiego użyteczne, w których ukazuje srogości i gorzkość jej. Teraz nowo nieco przydano), який був виданий Майеєм Схафенбергом в 1542 році. Окрім тексту Розмови… ця редакція містила до того невідомий діалог Смерті з Кмортем.

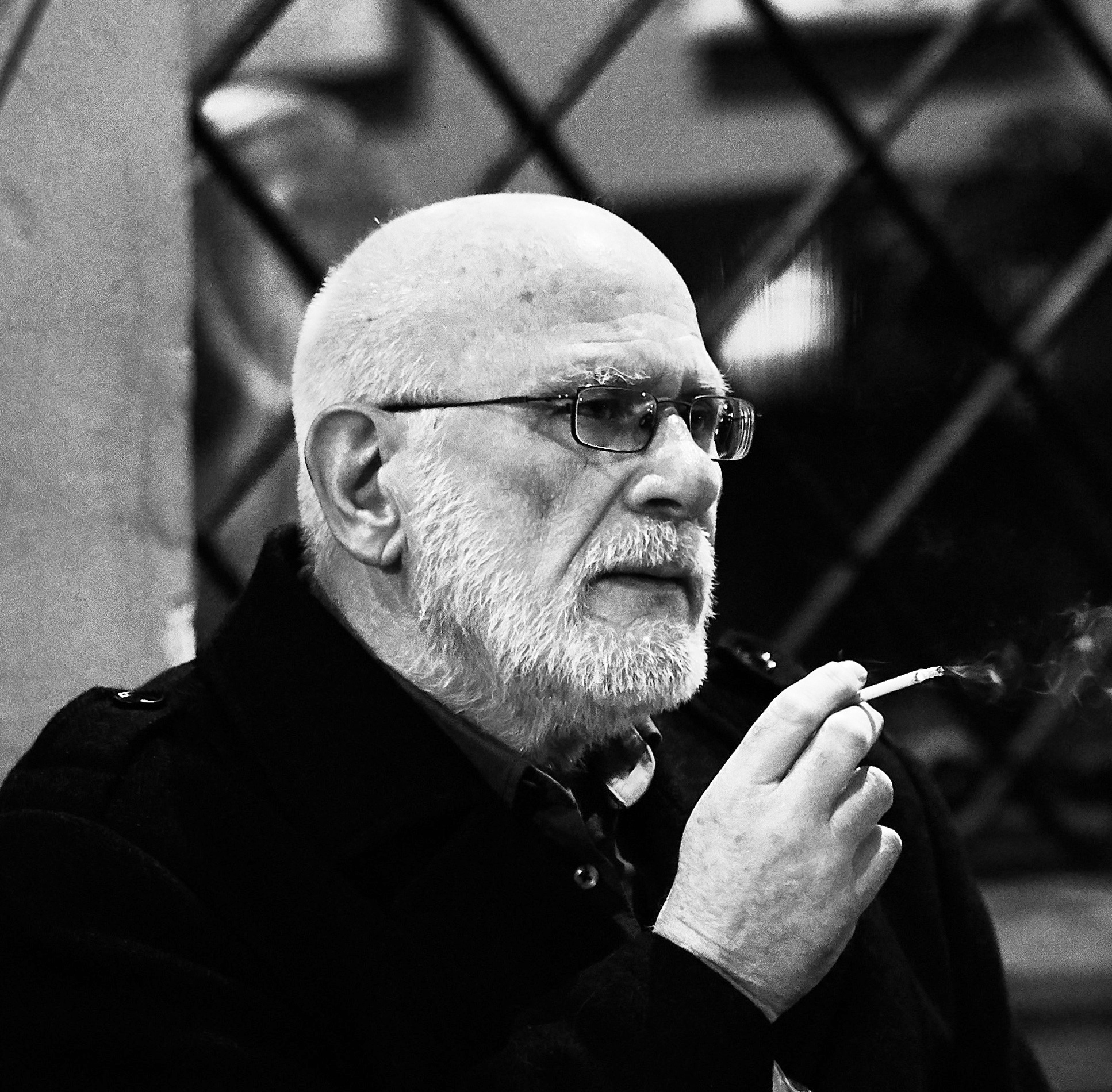
Віслав Видра

7 листопада 2018 року нововиявлена книжка «Rozmowa Śmierci z Mistrzem dwojakie gadania…». Nieznany drukowany przekaz «Rozmowy mistrza Polikarpa ze Śmiercią»  1542 року, була приготована та видана професором Видрою, також містила критичний відгук до друку. Публікація складалася з трьох частин — критичного вступу, транскрипції знайденого видання (на непарних сторінках знаходилась транскрипція, на парних сторінках критичний матеріал), а також зіставлення друкованого видання з плоцьким рукописом. З внутрішньої сторони на якій знаходилася обкладинка книжки було вміщено — в окремій формі, 40-сторінкову брошуру — факсиміль Шарфенберга надрукованого в розмірі i 1:1 (105 × 155 мм).
Завдяки друкованому виданню читач може дізнатися більше про постаті, що беруть участь в «танці Смерті». Також був доданий діалог Смерті з Кмотрем, який насправді є розповіддю Смерті про те, як одного разу віз, в якому вона їхала наїхав на болото та застряг в ньому. Кмотр, який проходив мимо поміг їй з нього вибратися та запросив її на хрестини свого новонародженого маляти. Під час свята Смерть почала танцювати з косою, таким чином позбавила життя безліч гостей. Після своєї бесіди з нею Кмотр попросив її про те щоб вона дозволила жити йому на світі вічної ніколи до нього не приходила. Смерть пояснила, що це зробити не може, пообіцяла йому, що прийде до нього коли він стане дуже старим. Діалог закінчився ситуацією, під час якої Кмотр (вже як старий) повністю перевдягнувся, каже прив'язати своїм близьким його до дерева i ховається від Смерті серед домашньої худоби .Проте Смерть не вдалось обдурити і вона забрала свого колишнього співрозмовника.

## Персонажі— учасники діалогу
- Полікарп — вчена особа, мудрість та вченість якого часто підкреслюється в тексті.
- Смерть — худий, блідий, лисий, пожовклий, без носа і губ, з впалими ребрами, голий, підперезаний хусткою, гниючий труп жінки. В руці тримає косу. ЇЇ вигляд повинен нагадувати яким коротким та марним є життя, а також показує цілком реалістичний вигляд людського тіла після смерті.
- Кмотр — (тільки в друкованому видані) молодий чоловік, який зустрів Смерть, коли вона була в скрутному становищі, допомагає їй та запрошує на хрестини.

## Значення
Розмова Майстра Полікарпа зі Смертю багатьма експертами визнається одним з найважливіших прикладів середньовічоної світської поезії надписної польською мовою. Книга:
- є роботою великої ширини (498 віршів в рукописній версії, 916 віршів в друкованій версії);
- використовує мотив танка смерті;
- має моралістично-дедактичну ціль: приготування людини до смерті;
- має форма діалогу;
- зображує сцени з життя представників різних держав.

## Портрет Смерті в середньовіччі
- Смерть стала частиною людського буття із моменту, коли Єва зірвала фрукт з дерева пізнання добра та зла та народилася в моменті скошування цього плоду першим чоловіком — Адамом (перший чоловік за Біблією);
- вона виконує завдання, покладення на неї Богом, і нічим її не підкупити і ніяк її не оминути;
- має неймовірну владу, від якої постраждають і найсильніші світу цього;
- знає, що врешті-решт досягне кожної людини на землі;
- під час остаточного страшного суду буде проводити грішників до пекла, після чого зникне;
- є тільки виконавцем своєї роботи, оскільки рішення про смерть приймає Бог;
- є неприємною постаттю, проте деякі люди хочуть і прагнуть з нею зустрітися;
- єдиною особою, яка поборола її це був Христос (проповідник та засновник християнства, вважався богом та сином божим у християн), який мав божу владу.

## Гумор в творі
Доволі важливим аспектом, який вирізняє її поміж інших книг свого часу це гумор. В творі сатирично показуються: монахи та священики, корчмарі, які обманюють людей, жінки із зайвою вагою, недобросовісні лікарі, підкуплені та несправедливі судді. В частині твору, в якій відбувається діалог Смерті з Кмортем (в знайденій недавно друкованій версії), відбувається сцена, де комічний характер, власне Кморт — пробує втекти від Смерті. Він голить на лисо свою голову, наказує своїм близьким прив'язати його до дерева, тим самим вдає з себе звіра, щоб його не впізнала Смерть.

## Питання авторства
Твір вважається написаним анонімним автором, проте філологи та дослідники середньовічної літератури в Польщі стараються віднайти його творця. Інколи авторство твору приписують братові Міколая з Мізинча — магістрові вільних мистецтв, каноніку міста Плоцьк — Давідові з Мізинча. Проте деякі з дослідників вважають, що він був тільки копіювальником твору, переписував вірші іншої людини.
Професор Віслав Видра вважає за автора знайденого ним рукопису польського поета та прозаїка, який творив в епоху ренесансу Миколая Рея.